# Паратунка (село)
Паратунка (рос. Паратунка) — село у Єлізовському районі Камчатського краю Російської Федерації.
Населення становить 1619 (2010) осіб. Входить до складу муніципального утворення Паратунське сільське поселення.

## Історія
Від 1949 року належить до Єлізовського району. До 1 червня 2007 року у складі Камчатської області, відтак у складі Камчатського краю. Згідно із законом від 29 грудня 2004 року органом місцевого самоврядування є Паратунське сільське поселення.

## Населення
| 1926 | 1948 | 2002  | 2010  |
| ---- | ---- | ----- | ----- |
| 140  | ↗754 | ↗1669 | ↘1619 |